# Cezary Podlasiński
Cezary Podlasiński (ur. 1961) – generał dywizji Wojska Polskiego.

## Życiorys
Urodził się w 1961 r. W 1981 r. rozpoczął służbę w wojsku jako podchorąży w Wyższej Szkole Oficerskiej Wojsk Pancernych im. Stefana Czarnieckiego w Poznaniu. W 1985 r. otrzymał promocję na pierwszy stopień oficerski i objął dowództwo nad plutonem. W 1991 rozpoczął studia na Akademii Obrony Narodowej w Warszawie.
Następnie pracował w Sztabie Generalnym Wojska Polskiego w Zarządzie Analiz w Wydziale Organizacji i Prowadzenia Badań Podczas Ćwiczeń. Po pięciu latach służby w komórkach Sztabu Generalnego Wojska Polskiego, został skierowany do pracy w Dowództwie Wojsk Lądowych w Oddziale Szkolenia Dowództw i Sztabów. W Dowództwie Wojsk Lądowych pracował na stanowiskach od specjalisty, szefa Wydziału Szkolenia i Ćwiczeń, szefa Wydziału Koordynacji Ćwiczeń Międzynarodowych, Zastępcy szefa Zarządu Operacji Lądowych G-3. W czasie służby w Warszawie ukończył podyplomowe studia z zakresu Integracji Euroatlantyckiej i Bezpieczeństwa w Wyższej Szkole Humanistycznej.
W lipcu 2006 r. w ramach VII zmiany PKW w Iraku (2006-2007), objął stanowisko Szefa Sztabu Wielonarodowej Dywizji Centrum – Południe. W 2008 r. ukończył Podyplomowe Studia Bezpieczeństwa Narodowego w Akademii Obrony Narodowej. Od lipca 2008 do 30 czerwca 2011 r. pełnił obowiązki Szefa Centrum Dowodzenia w Dowództwie Operacyjnym Sił Zbrojnych RP.
1. lipca 2011 r. został wyznaczony na stanowisko dowódcy 10.Brygady Kawalerii Pancernej. Obecnie jest odpowiedzialny na sformowanie i dowodzenie XIV zmianą PKW Afganistan.
Postanowieniem Prezydenta RP z dnia 3 czerwca 2014 za umiejętne i skuteczne dowodzenie jednostką bojową w czasie działań bojowych przeciwko aktom terroryzmu podczas użycia Sił Zbrojnych Rzeczypospolitej Polskiej poza granicami państwa w czasie pokoju został odznaczony Krzyżem Komandorskim Orderu Krzyża Wojskowego. Otrzymał także amerykańską Legię Zasługi. 1 sierpnia 2015 r. mianowany na stopień generała dywizji.
1 lipca 2014 roku został mianowany dowódcą Centrum Operacji Lądowych – Dowództwo Komponentu Lądowego. Pełnił tę funkcję do 3 lipca 2017 roku.

## Życie prywatne
Jest żonaty, posiada dwóch synów.